# Grande Rivière Saint-Jean
Pour les articles homonymes, voir Saint-Jean et Rivière Saint-Jean.
La Grande Rivière Saint-Jean est un fleuve français situé dans le département d'outre-mer de La Réunion. Elle constitue la frontière entre les territoires communaux de Sainte-Suzanne à l'ouest et Saint-André à l'est : elle s'écoule en effet du sud vers le nord dans sa partie finale. Ses principaux affluents sont Petite Rivière Saint-Jean et Bras des Chevrettes.

## Flore
La Grande Rivière Saint-Jean est l'une des trois seules stations connues de l'espèce florale Cyperus expansus, endémique du nord-est de la Réunion.